# Орден «Данакер»
Орден «Данакер» — государственная награда Киргизской Республики. Учреждён 12 ноября 1999 года Законом Киргизской Республики «Об учреждении ордена Киргизской Республики „Данакер“».

## Статут ордена
Орденом «Данакер» награждаются за большой вклад в укрепление мира, дружбы и сотрудничества между народами, за особо плодотворную работу по сохранению межнационального согласия, заслуги в развитии науки и экономического потенциала страны, за активную деятельность по сближению и взаимообогащению национальных культур, укреплению дружественных отношений между государствами.
Орден «Данакер» носится на левой стороне груди после ордена «Курманжан Датка».

## Описание ордена
Орден «Данакер» изготавливается из серебра и имеет форму звезды с сорока равномерно расходящимися лучами диаметром 42 мм. Лучи звезды покрыты золотом.
На лицевой стороне ордена серебряный круг с рельефным изображением киргизского национального орнамента с синими круглыми элементами, изготовленными методом горячей эмали. Диаметр круга 30 мм. По периметру круга находятся 40 полусфер, совмещённых с лучами звезды.
В центр круга помещена накладка диаметром 16 мм, покрытая синей эмалью, выполненной методом горячей эмали, с тонкими перегородками в форме полудуг, символизирующими меридианы земного шара. В центре накладки расположена рельефная надпись «Данакер». Сверху и снизу от надписи по вертикальной оси круга размещены звёзды в рельефном изображении. Накладка изготавливается из серебра. Края накладки, тонкие перегородки и звёзды покрыты золотом.
Обратная сторона ордена покрыта золотом, в нижней части выбит номер ордена.
Орден «Данакер» при помощи ушка и звена соединяется с прямоугольной металлической колодкой размером 28×42 мм, служащей основой для натяжки синей муаровой ленты размером 33×23 мм.
На оборотной стороне колодки имеется булавка для прикрепления ордена к одежде.

## Кавалеры ордена (135 человек)

### 2000 год (3 человека)
1. Георгий Алексеевич Рудов — Чрезвычайный и полномочный посол Российской Федерации в Киргизской Республике (26 августа 2000 года, № 225)[1]
2. Город Ош (4 октября 2000 года, № 276)[2]
3. Вячеслав Иванович Шаповалов — поэт и переводчик (6 ноября 2000 года, № 317)[3]

### 2001 год (8 человек)
1. Кимсанбай ажы Абдырахманов — муфтий духовного управления мусульман Киргизии (3 мая 2001 года, № 154)[4]
2. Эдгем Рахимович Тенишев — заведующий отделом алтайских языков Института языкознания Российской академии наук, тюрколог (19 мая 2001 года, № 167)[5]
3. Чолпон Токчороевна Джолдошева — заведующая кафедрой теории и истории русской литературы, профессор, сотрудник Киргизского государственного национального университета (21 мая 2001 года, № 169)[6]
4. Леонид Васильевич Тузов — директор Института фундаментальных наук, профессор, сотрудник Киргизского государственного национального университета (21 мая 2001 года, № 169)[6]
5. Дмитрий Георгиевич Кознов — художественный руководитель Киргизской национальной студии Высшего театрального училища имени М. С. Щепкина, гор. Москва (6 июня 2001 года, № 189)[7]
6. Валерий Абисалович Гергиев — художественный руководитель — директор Государственного академического Мариинского театра (3 июля 2001 года, № 210)[8]
7. Владимир Теодорович Спиваков — главный дирижёр Российского национального симфонического оркестра, художественный руководитель государственного камерного оркестра «Виртуозы Москвы» (3 июля 2001 года, № 210)[8]
8. Анна Петровна Селиверстова — заведующая кафедрой методики преподавания русского языка и литературы института языков  и мировой культуры, сотрудник Ошского государственного университета (21 сентября 2001 года, № 275)[9]

### 2002 год (8 человек)
1. Чолпонбек Базарбаевич Базарбаев — народный артист СССР, президент Союза киргизских обществ дружбы и сотрудничества с зарубежными странами (12 января 2002 года, № 7)[10]
2. Аброр Каримов[11] — заместитель председателя Киргизского культурного центра Республики Узбекистан (14 января 2002 года, № 12)[12]
3. Гульшара Иманалиевна Дулатова[кирг.] — артистка, работник Киргизского национального академического драматического театра имени Т. Абдымомунова (26 марта 2002 года, № 67)[13]
4. Юлий Сергеевич Худяков — доктор исторических наук, профессор Новосибирского государственного университета (6 мая 2002 года, № 106)[14]
5. Сергей Кужугетович Шойгу — министр Российской Федерации по делам гражданской обороны, чрезвычайным ситуациям и ликвидации последствий стихийных бедствий (21 мая 2002 года, № 118)[15]
6. Гельмут Кутин[нем.] — президент Международного благотворительного фонда «SOS Kinderdorf International» (21 июня 2002 года, № 164)[16]
7. Зууракан Шамшиевна Давлеталиева[тадж.] — глава Джергетальской районной государственной администрации, Республика Таджикистан (31 июля 2002 года, № 197)[17]
8. Койчиро Мацуура — генеральный директор ЮНЕСКО (29 октября 2002 года, № 293)[18]

### 2003 год (24 человека)
1. Клаус Топфер — генеральный директор программы ООН по охране окружающей среды (ЮНЕП) (17 января 2003 года, № 12)[19]
2. Абдугани Абдугафуров — драматург и переводчик (26 января 2003 года, № 24)[20]
3. Эрнест Хашимович Акрамов — хирург (26 января 2003 года, № 24)[20]
4. Хаким Сулейманович Бебезов[кирг.] — хирург (26 января 2003 года, № 24)[20]
5. Валерий Петрович Живоглядов — учёный-физик (26 января 2003 года, № 24)[20]
6. Михаил Александрович Рудов — филолог (26 января 2003 года, № 24)[20]
7. Георгий Аронович Фейгин — оториноларинголог (26 января 2003 года, № 24)[20]
8. Борис Моисеевич Шапиро — эпидемиолог (26 января 2003 года, № 24)[20]
9. Лев Аврумович Шейман — филолог (26 января 2003 года, № 24)[20]
10. Маматказы Эргашов — ветеран труда, гор. Ош (26 января 2003 года, № 24)[20]
11. Александр Иванович Малеваный — главный редактор газеты «Слово Кыргызстана» (4 марта 2003 года, № 71)[21]
12. Валентин Корнеевич Янцен — вице-президент по академическим вопросам Международного университета Кыргызстана (7 марта 2003 года, № 91)[22]
13. Виктор Антонович Садовничий — ректор Московского государственного университета им. М. В. Ломоносова, президент Евразийской ассоциации университетов (18 марта 2003 года, № 98)[23]
14. Сергей Николаевич Лебедев — директор Службы внешней разведки Российской Федерации, генерал-полковник (11 апреля 2003 года, № 121)[24]
15. Йо-Йо Ма — виолончелист, руководитель проекта «Шёлковый путь» (26 апреля 2003 года, № 135)[25]
16. Николай Иванович Кузнецов — заведующий кафедрой агрохимии, профессор, сотрудник Киргизского аграрного университета имени К. И. Скрябина (23 июня 2003 года, № 191)[26]
17. Цзюинь Хун — Чрезвычайный и полномочный посол Китайской Народной Республики в Киргизской Республике (30 июля 2003 года, № 246)[27]
18. Намык Кемаль Зейбек[англ.] — главный советник председателя Правительства Турции по развитию сотрудничества с тюркским миром, Чрезвычайный и полномочный посол Турецкой Республики (12 сентября 2003 года, № 298)[28]
19. Кенэ Морис — ректор Академии, канцлер университетов Парижа Сорбонна, профессор (17 сентября 2003 года, № 308)[29]
20. Андрей Сергеевич Михалков-Кончаловский — кинорежиссёр (20 сентября 2003 года, № 310)[30]
21. Ирина Константиновна Архипова — солистка оперы, народная артистка СССР (20 сентября 2003 года, № 312)[31]
22. Идиль Айдын[тур.] — Чрезвычайный и Полномочный Посол, Глава Центра ОБСЕ в Бишкеке (3 ноября 2003 года, № 353)[32]
23. Таш Мияшев[кирг.] — писатель (4 ноября 2003 года, № 354)[33]
24. Ежи Александр Скуратович — постоянный представитель ПРООН в Киргизской Республике (6 декабря 2003 года, № 388)[34]

### 2004 год (24 человека)
1. Есен Жумазович Исмаилов — президент Общественного объединения дунган Кыргызской Республики (29 января 2004 года, № 19)[35]
2. Леонид Николаевич Калашников — председатель совета Русского культурного центра «Русский дом в Кыргызстане» (29 января 2004 года, № 19)[35]
3. Мухамеджан Ташалиевич Мамасаидов — президент Узбекского национального культурного центра Кыргызской Республики (29 января 2004 года, № 19)[35]
4. Абдухалим Раимжанович Раимжанов — заместитель председателя Совета Ассамблеи народа Кыргызстана, президент Общественного объединения таджиков им. Рудаки (29 января 2004 года, № 19)[35]
5. Ассамблея народа Кыргызстана[кирг.] (29 января 2004 года, № 20)[36]
6. Кайыпбек Айтыгулов[кирг.] — декан оркестрового факультета, профессор, сотрудник Кыргызской национальной консерватории (4 февраля 2004 года, № 22)[37]
7. Марлен Болоталиевич Темирбеков — заведующий кафедрой сольного пения, профессор, сотрудник Кыргызской национальной консерватории (4 февраля 2004 года, № 22)[37]
8. Абдыгул Абдрашитович Чотбаев — член координационного совета Республиканского совета ветеранов войны в Афганистане, председатель общественного движения ветеранов локальных войн и военных конфликтов «Мужество», командующий Национальной гвардией Кыргызской Республики (7 февраля 2004 года, № 36)[38]
9. Леонид Трофимович Дворников — заведующий кафедрой теории механизмов и машин Сибирского государственного индустриального института, профессор (15 февраля 2004 года, № 57)[39]
10. Борислав Павлович Степанюк[укр.] — переводчик, заслуженный деятель культуры Кыргызской Республики (15 февраля 2004 года, № 58)[40]
11. Бодио Тадэуш[пол.] — профессор, руководителя международной научной программы «Трансформация в государствах Центральной Азии» (9 марта 2004 года, № 84)[41]
12. Сумио Эдамура[яп.] — советник корпорации «Сумитомо» (13 апреля 2004 года, № 137)[42]
13. Николай Иванович Рыжков — член Совета Федерации Федерального Собрания Российской Федерации, президент Российского союза товаропроизводителей (24 июня 2004 года, № 211)[43]
14. Свен Хирдман — Чрезвычайный и полномочный Посол Королевства Швеция в Кыргызской Республики (1 июля 2004 года, № 215)[44]
15. Сергей Сергеевич Алексеев — доктор юридических наук, профессор Уральской государственной юридической академии (27 июля 2004 года, № 240)[45]
16. Анатолий Васильевич Торкунов — ректор Московского государственного института международных отношений, профессор, член-корреспондент Российской академии наук (5 октября 2004 года, № 324)[46]
17. Манфред Карстенс[англ.] — депутат Бундестага, председатель бюджетного комитета (15 ноября 2004 года, № 385)[47]
18. Илья Жаканов — писатель, композитор (22 ноября 2004 года, № 400)[48]
19. Светлана Георгиевна Суслова — поэтесса (22 ноября 2004 года, № 401)[49]
20. Борис Евгеньевич Патон — академик, президент Национальной академии наук Украины (24 ноября 2004 года, № 413)[50]
21. Николай Леонтьевич Добрецов — академик, вице-президент Российской академии наук, председатель Сибирского отделения Российской академии наук (24 ноября 2004 года, № 414)[51]
22. Николай Павлович Лавёров — академик, вице-президента Российской академии наук (24 ноября 2004 года, № 414)[51]
23. Геннадий Андреевич Месяц — академик, вице-президент Российской академии наук (24 ноября 2004 года, № 414)[51]
24. Анатолий Васильевич Фролов — главный научный сотрудник лаборатории «Механика машин» Института машиноведения Национальной академии наук Кыргызской Республики, академик (24 ноября 2004 года, № 416)[52]

### 2005 год (4 человека)
1. Виктор Степанович Столповских — генеральный директор общества с ограниченной ответственностью «В.А.В.С.» (1 февраля 2005 года, № 46)[53]
2. Чинара Шаршеевна Жакыпова — региональный директор Института по освещению войны и мира в странах Центральной Азии (9 августа 2005 года, № 306)[54]
3. Ирина Григорьевна Деркембаева — артистка хора Кыргызского национального академического театра оперы и балета им. А. Малдыбаева, народная артистка Киргизской ССР (17 августа 2005 года, № 316)[55]
4. Евгений Максимович Примаков — президент Торгово-промышленной палаты Российской Федерации (22 декабря 2005 года, № 641)[56]

### 2006 год (7 человек)
1. Игорь Александрович Моисеев — Герой Социалистического Труда, народный артист СССР и Киргизской ССР (23 января 2006 года, № 30)[57]
2. Юрий Михайлович Лужков — мэр города Москва Российской Федерации (27 февраля 2006 года, № 79)[58]
3. Николай Константинович Байбаков — Герой Социалистического Труда, доктор технических наук (27 февраля 2006 года, № 82)[59]
4. Владимир Иванович Якунин — президент открытого акционерного общества «Российские железные дороги» (31 июля 2006 года, № 401)[60]
5. Александр Хусаинович Воинов[кирг.] — президент профессионального спортивного клуба «Гермес-профи» (25 августа 2006 года, № 428)[61]
6. Йозеф Блаттер — президент Международной федерации футбольных ассоциаций (ФИФА) (2 декабря 2006 года, № 574)[62]
7. Чжан Дэгуан — Исполнительный секретарь Шанхайской организации сотрудничества (ШОС) (5 декабря 2006 года, № 577)[63]

### 2007 год (10 человек)
1. Евгений Дмитриевич Дога — композитор, народный артист СССР (24 апреля 2007 года, № 201)[64]
2. Алексей Иванович Сорокин — председатель Координационного совета международного союза «Содружество общественных организаций ветеранов (пенсионеров) независимых государств», адмирал флота (4 мая 2007 года, № 218)[65]
3. Владимир Иванович Нифадьев — ректор Киргизско-Российского Славянского университета имени Б. Н. Ельцина (4 мая 2007 года, № 220)[66]
4. Рафаэль Мартинетти[англ.] — президент Международной федерации борьбы (FILA) (4 мая 2007 года, № 222)[67]
5. Николай Николаевич Бордюжа — генеральный секретарь Организации Договора о коллективной безопасности (18 мая 2007 года, № 255)[68]
6. Ишенбай Абдуразакович Абдуразаков — государственный деятель, президент общества «Кыргызстан-Япония» (30 мая 2007 года, № 277)[69]
7. Ахмад Мохаммед Али Аль-Мадани[англ.] — президент Группы Исламского банка развития (3 июля 2007 года, № 332)[70]
8. Эдуард Эргартович Россель — губернатор Свердловской области Российской Федерации (4 октября 2007 года, № 437)[71]
9. Город Джалал-Абад (15 октября 2007 года, № 450)[72]
10. Алмазбек Шаршенович Атамбаев — исполняющий обязанности премьер-министра Киргизской Республики (27 ноября 2007 года, № 518)[73]

### 2008 год (3 человека)
1. Ирина Ивановна Халеева — ректор Государственного образовательного учреждения высшего профессионального образования «Московский государственный лингвистический университет», академик Российской академии наук (9 июня 2008 года, № 199)[74]
2. Анэс Гургенович Зарифьян — декан медицинского факультета, профессор, сотрудник Кыргызско-Российского Славянского университет им. Б. Ельцина (1 декабря 2008 года, № 421)[75]
3. Андрей Александрович Фурсенко — министр образования и науки Российской Федерации (1 декабря 2008 года, № 424)[76]

### 2009 год (4 человека)
1. Борис Васильевич Перфильев — президент Торгово-промышленной палаты Киргизской Республики (19 февраля 2009 года, № 122)[77]
2. Чжан Яньнянь — Чрезвычайный и полномочный посол Китайской Народной Республики в Киргизской Республике (2 марта 2009 года, № 139)[78]
3. Мар Байджиев — депутат Верховного Совета Киргизской ССР, 1990-1994 гг. (13 ноября 2009 года, № 506)[79]
4. Азиатский Банк Развития (30 ноября 2009 года, № 540)[80]

### 2011 год (13 человека)
1. Реджеп Тайип Эрдоган — Премьер-министр Турецкой Республики (28 января 2011 года, № 22)[81]
2. Борубек Чыйбылович Аширов — Чрезвычайный и полномочный Посол Кыргызской Республики в Украине (29 августа 2011 года, № 218)[82]
3. Валентин Степанович Власов — Чрезвычайный и полномочный Посол Российской Федерации в Кыргызской Республике (29 августа 2011 года, № 218)[82]
4. Лидия Адамкалыевна Иманалиева — Чрезвычайный и полномочный Посол Кыргызской Республики в Республике Австрия (29 августа 2011 года, № 218)[82]
5. Лан Ин — почётный член Совета учёных, Научного консультативного совета Академии общественных наук Китайской Народной Республики (29 августа 2011 года, № 218)[82]
6. Огата Садако — президент Японского агентства международного сотрудничества (29 августа 2011 года, № 218)[82]
7. Пьер Морель — специальный представитель Европейского союза по Центральной Азии (29 августа 2011 года, № 218)[82]
8. Сейит кызы Дуйшокан — певица ансамбля песни и танца Кызыл-Суйской автономной области Китайской Народной Республики (29 августа 2011 года, № 218)[82]
9. Эмиль Сатарович Уметалиев — президент компании «Kyrgyz Concept» (29 августа 2011 года, № 218)[82]
10. Карла-Мария Шелике — директор детского реабилитационного центра «Умут-Надежда» (29 августа 2011 года, № 218)[82]
11. Владимир (Иким) — митрополит Омский и Тарский Московской патриархии Русской православной церкви (7 сентября 2011 года, № 232)[83]
12. Абдишукур Исламович Нарматов — ректор Исламского университета Кыргызстана имени Азрети Умара (8 сентября 2011 года, № 235)[84]
13. Ассоциация «Дордой» (31 октября 2011 года, № 270)[85]

### 2012 год (1 человек)
1. Андрей Юрьевич Бельянинов — председатель Федеральной таможенной службы Российской Федерации (17 сентября 2012 года, № 201)[86]

### 2014 год (1 человек)
1. Абдуллах Гюль — экс-президент Турецкой Республики (4 сентября 2014 года, № 157)[87]

### 2015 год (3 человека)
1. Дмитрий Анатольевич Медведев — Председатель Правительства Российской Федерации (12 сентября 2015 года, № 182)[88]
2. Ван И — министр иностранных дел Китайской Народной Республики (17 сентября 2015 года, № 183)[89]
3. Гао Хучен[англ.] — министр коммерции Китайской Народной Республики (17 сентября 2015 года, № 183)[89]

### 2016 год (3 человека)
1. Алексей Борисович Миллер — председатель правления публичного акционерного общества «Газпром» (15 октября 2016 года, № 220)[90]
2. Его Высочество Принц Ага Хан Карим (17 октября 2016 года, № 221)[91]
3. сборная команда КВН «Азия микс» —  г. Бишкек (31 декабря 2016 года, № 317)[92]

### 2017 год (2 человека)
1. Сергей Викторович Лавров — министр иностранных дел Российской Федерации (16 июня 2017 года, № 115)[93]
2. Шавкат Миромонович Мирзиёев — Президент Республики Узбекистан (22 ноября 2017 года, № 271)[94]

### 2018 год (2 человека)
1. Радик Ирикович Батыршин — председатель закрытого акционерного общества «Межгосударственная телерадиокомпания «Мир» (29 августа 2018 года, № 176)[95]
2. Дусанбай Курабаевич Касеинов — генеральный секретарь международной организации тюркской культуры «ТЮРКСОЙ» (29 августа 2018 года, № 177)[96]

### 2019 год (1 человек)
1. Александр Сергеевич Крестинин — главный тренер Национальной сборной команды Киргизской Республики по футболу (24 января 2019 года, № 12)[97]

### 2021 год (5 человек)
1. Абдурахман бин Саид Аль-Жума — Чрезвычайный и полномочный посол Королевства Саудовская Аравия в Киргизской Республике (26 февраля 2021 года, № 59)[98]
2. Михаил Ефимович Швыдкой — специальный представитель Президента Российской Федерации по международному культурному сотрудничеству (27 августа 2021 года, № 366)[99]
3. Сергей Юрьевич Глазьев — член Коллегии (Министра) по интеграции и макроэкономике Евразийской экономической комиссии (30 декабря 2021 года, № 582)[100]
4. Руслан Айтбаевич Казакбаев — министр иностранных дел Кыргызской Республики (30 декабря 2021 года, № 583)[101]
5. Абдылдажан Амантурович Акматалиев — академик, директор Института языка и литературы имени Ч. Айтматова Национальной академии наук Кыргызской Республики (30 декабря 2021 года, № 584)[102]

### 2022 год (3 человека)
1. Владислав Александрович Третьяк — президент Федерации хоккея России (28 февраля 2022 года, № 66)[103]
2. Рустам Нургалиевич Минниханов — Президент Республики Татарстан (май 2022 года)[104]
3. Бинали Йылдырым — Председатель Совета аксакалов Организации тюркских государств (6 августа 2022 года, № 279)[105]

### 2023 год (3 человека)
1. Султанбай Акимович Раев — генеральный секретарь международной организации «ТЮРКСОЙ» (26 августа 2023 года, № 206)[106][107].
2. Талайбек Айтмаматович Масабиров — депутат Жогорку Кенеша Кыргызской Республики (18 декабря 2023 года, № 345)[108].
3. Мухаммад Абдурахман Ахмад Альшайа — основатель общественного объединения «Ассафа центр» в Кыргызской Республике (26 декабря 2023 года, № 358)[109][110].

### 2024 год (5 человек)
1. Ильяс Валерьевич Тулекеев — генеральный директор Общества с ограниченной ответственностью «КАЗ Минералз Бозымчак» (28 марта 2024 года, № 83)[111][112].
2. Мурат Мухтарович Ауэзов — общественный деятель, культуролог Республики Казахстан (12 апреля 2024 года, № 93)[112][113].
3. Мухтар Шаханов — поэт, дипломат, экс-Чрезвычайный и Полномочный Посол Республики Казахстан в Кыргызской Республике (12 апреля 2024 года, № 93)[112][114].
4. Лахдир Дэвид Карим — Председатель совета попечителей Американского университета в Центральной Азии, член совета попечителей Инновационного колледжа Американского университета в Центральной Азии (21 июня 2024 года, № 162)[115].
5. Нурлан Орозбаевич Акматов — директор представительства Евразийского банка развития в Кыргызской Республике (31 августа 2024 года)[116]